# Bahia-Klasse (2007)
Die Bahia-Klasse ist eine Klasse von Containerschiffen der Reederei Hamburg Süd.

## Geschichte
Die ersten vier Schiffe wurden am 11. Juli 2005 bestellt, am 8. und 9. August 2005 wurden zwei weitere Schiffe bestellt. Die Schiffe wurden in den Jahren 2006 und 2007 auf der Werft Daewoo Shipbuilding & Marine Engineering in Südkorea erbaut. 

## Die Schiffe
| Bahia-Klasse   | Bahia-Klasse | Bahia-Klasse | Bahia-Klasse | Bahia-Klasse                                       | Bahia-Klasse                      | Bahia-Klasse                                                       |
| Bauname        | Baunummer    | IMO-Nummer   | Flagge       | Kiellegung Stapellauf Ablieferung                  | Taufe                             | Umbenennungen und Verbleib                                         |
| -------------- | ------------ | ------------ | ------------ | -------------------------------------------------- | --------------------------------- | ------------------------------------------------------------------ |
| Bahia          | 4129         | 9360752      | →            | 13. Oktober 2006 15. Dezember 2006 9. Februar 2007 | 1. Februar 2007 in Okpo, Südkorea | Spirif of Auckland (2013) → so in Fahrt                            |
| Bahia Blanca   | 4130         | 9362396      | →            | 9. Oktober 2006 15. Dezember 2006 12. Februar 2007 | 1. Februar 2007 in Okpo, Südkorea | Spirit of Singapore (2013) → so in Fahrt                           |
| Bahia Castillo | 4131         | 9362401      | →            | 6. November 2006 24. Februar 2007 19. April 2007   | 12. April 2007 in Okpo, Südkorea  | Spirit of Shanghai (2013), Maersk Willemstadt (2022) → so in Fahrt |
| Bahia Grande   | 4132         | 9362413      | →            | 23. Januar 2007 7. April 2007 31. Mai 2007         | 28. Mai 2007 in Okpo, Südkorea    | Spirit of Melbourne (2013) → so in Fahrt                           |
| Bahia Laura    | 4133         | 9391660      | →            | 26. Februar 2007 19. Mai 2007 12. Juli 2007        | 10. Juli 2007 in Okpo, Südkorea   | Spirit of Hamburg (2007), Maersk Wellington (2022) → so in Fahrt   |
| CCNI Shenzhen  | 4134         | 9391672      | →            | 26. März 2007 23. Juni 2007 23. August 2007        | 17. August 2007 in Okpo, Südkorea | Bahia Negra (2010), Spirit of Sydney (2013) → so in Fahrt          |